# كريستيان جبريل تشافيز
كريستيان جبريل تشافيز (بالإسبانية: Cristian Gabriel Chávez) هو لاعب كرة قدم أرجنتيني، ولد في 4 يونيو 1987 في بوينس آيرس في الأرجنتين. لعب مع أتليتيكو توكومان وباس جيانينا وغودوي كروز ونادي ألميرانته براون ونادي سان لورينزو ونادي نابولي.

## وصلات خارجية
- كريستيان جبريل تشافيز على موقع الاتحاد الأوربي (الإنجليزية)
- كريستيان جبريل تشافيز على موقع قاعدة بيانات كرة القدم.إي يو (الإنجليزية)
- كريستيان جبريل تشافيز على موقع Soccerway.com (الإنجليزية)
- كريستيان جبريل تشافيز على موقع عالم كرة القدم.نت (الإنجليزية)
- كريستيان جبريل تشافيز على موقع AS.com (الإسبانية)